# Пјата (Сондрио)
Пјата је насеље у Италији у округу Сондрио, региону Ломбардија.
Према процени из 2011. у насељу је живело 570 становника. Насеље се налази на надморској висини од 1333 м.